# Busagara
Busagara ist ein Bezirk (Ward) des Distriktes Kibondo in der tansanischen Region Kigoma.

## Geografie
Busagara liegt an der Nationalstraße von Kagera zum Tanganjikasee. Der südöstliche Teil des Bezirks erstreckt sich über das Moyowosi-Wildschutzgebiet (Moyowosi Game Reserve). Die Fläche des Bezirks ohne Wildschutzgebiet umfasst 214,3 Quadratkilometer.
Der Bezirk hat 16.341 Einwohner (Volkszählung 2022).

## Gliederung
Der Gemeinde besteht aus 4 Dörfern (Mtaa) mit 45 Orten (Kitongoji):
| Kifura - Nyentamba - Busagara A - Busagara B - Kibambo - Songambele - Kihera A - Kihera B - Shuleni - Kimanga - Kasanda | Kigendeka - Ntakama A - Ntakama B - Mumana A - Mumana B - Magarama A - Magarama B - Karundo A - Karundo B - Kumshindwi A - Kumshindwi B | Nyaruyoba - Nyaruyoba - Itale - Kumkuyu - Bugolebuke - Kalutale - Bitama - Nyesato - Nyamafyisi - Mgazi mmoja - Nyakiyona - Busoro - Msarasi - Nyenyeri - Muragone - Mihama | Kasaka - Mugalika - Mchangani - Nyamitelekelo - Kabayange - Mrangala - Mpemvyi - Nyakavyilu - Kasaka - Kaniga - Miheno |

## Moyowosi Game Reserve
Schwerpunkte des Moyowosi-Reservates sind das Fischen im Fluss Moyowosi und die Beobachtung von Affen in Moyowosi-Wald.

## Persönlichkeiten
- Charles Kitwanga (* 1960-09-27), Parlamentsmitglied und früherer Innenminister, besuchte die Grundschule in Busagara.[5]